# 一乗寺駅
一乗寺駅（いちじょうじえき）は、京都府京都市左京区一乗寺里ノ西町にある叡山電鉄叡山本線の駅。駅番号はE04。

## 歴史
駅名は駅所在地の地名に由来する。地名のもととなった一乗寺はかつて平安中期から中世にかけて当地に存在した寺院であるが、その詳しい所在地は不明である。

### 年表
- 1925年（大正14年）9月27日：京都電燈が経営する叡山電鉄平坦線の駅として開業[4]。
- 時期不詳：出町柳寄りに100メートル移設[5]。
- 1942年（昭和17年）3月2日：京都電燈の鉄軌道事業を京福電気鉄道が承継、京福電気鉄道叡山本線の駅となる[4]。
- 1986年（昭和61年）4月1日：京福電気鉄道が叡山本線を叡山電鉄に譲渡、叡山電鉄叡山本線の駅となる[4]。

## 駅構造
対面式ホーム2面2線を持つ無人駅であるが、平日の朝と多客時の土曜・休日のみ係員が配置されるため、出町柳方面行きホームの出入口には改札口状の柵が設置されている。出町柳駅行きホームにのみ券売機が設置されており、平日は7時30分から20時30分まで、土曜日と休日は8時から20時30分まで稼動する。
入口はホームの出町柳駅側にあり、「曼殊院道」の踏切に面している。八瀬比叡山口駅・鞍馬駅行きホームはホームのほぼすべてを、出町柳駅行きホームは約1両分の長さの上屋で覆われ、ワンマンカーの乗降口をカバーしている。
上下ともにバリアフリーには対応していない。ホームまで階段のみのため、車椅子等での利用には介助者が必要となる。

### のりば
| 番線 | 路線                  | 方向 | 行先                              |
| ---- | --------------------- | ---- | --------------------------------- |
| 西側 | ■叡山本線 ■鞍馬線直通 | 下り | 八瀬比叡山口方面 貴船口・鞍馬方面 |
| 東側 | ■叡山本線             | 上り | 出町柳方面                        |

※案内上ののりば番号は割り当てられていない。

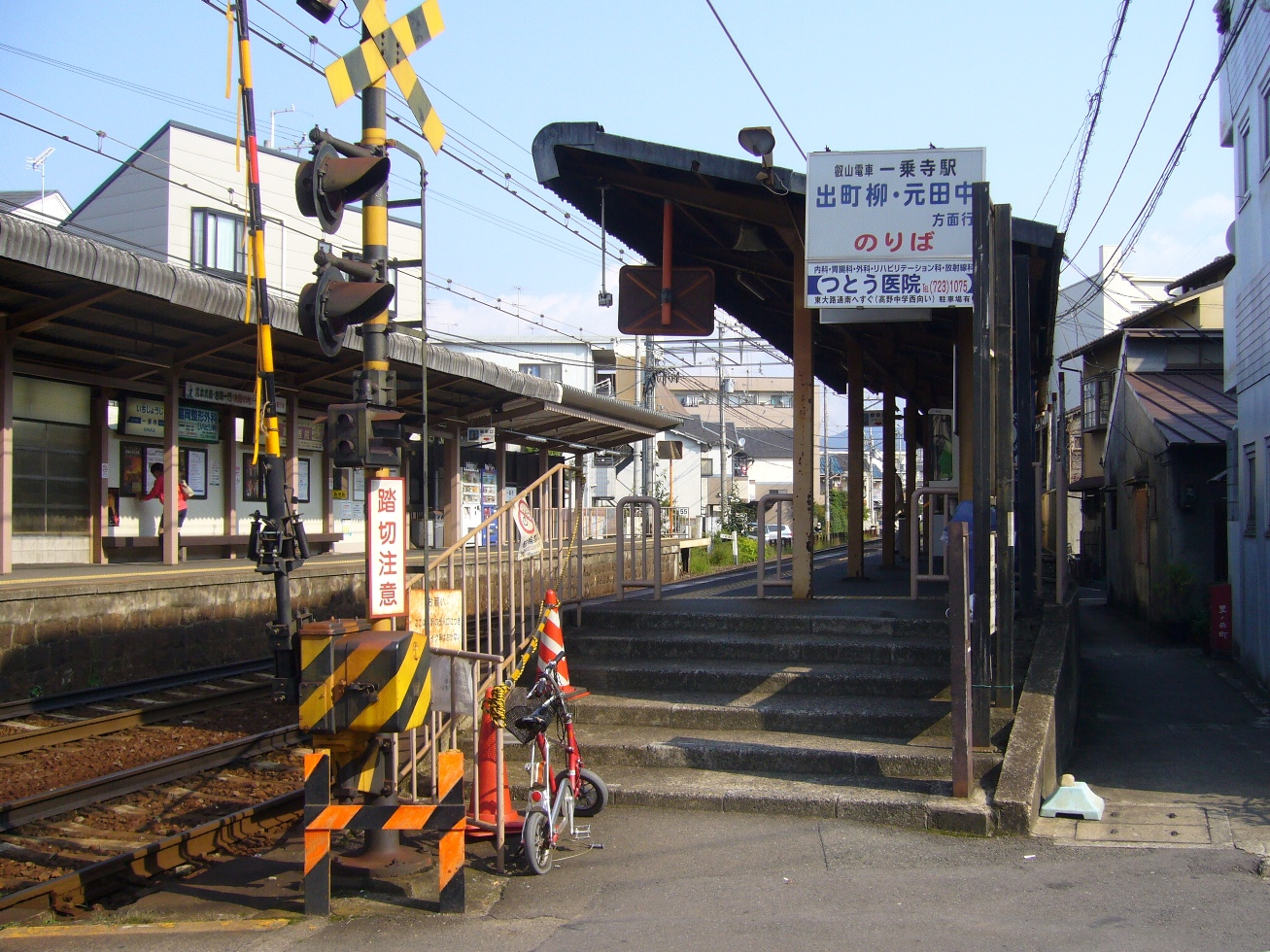
出町柳駅方面ホーム入口
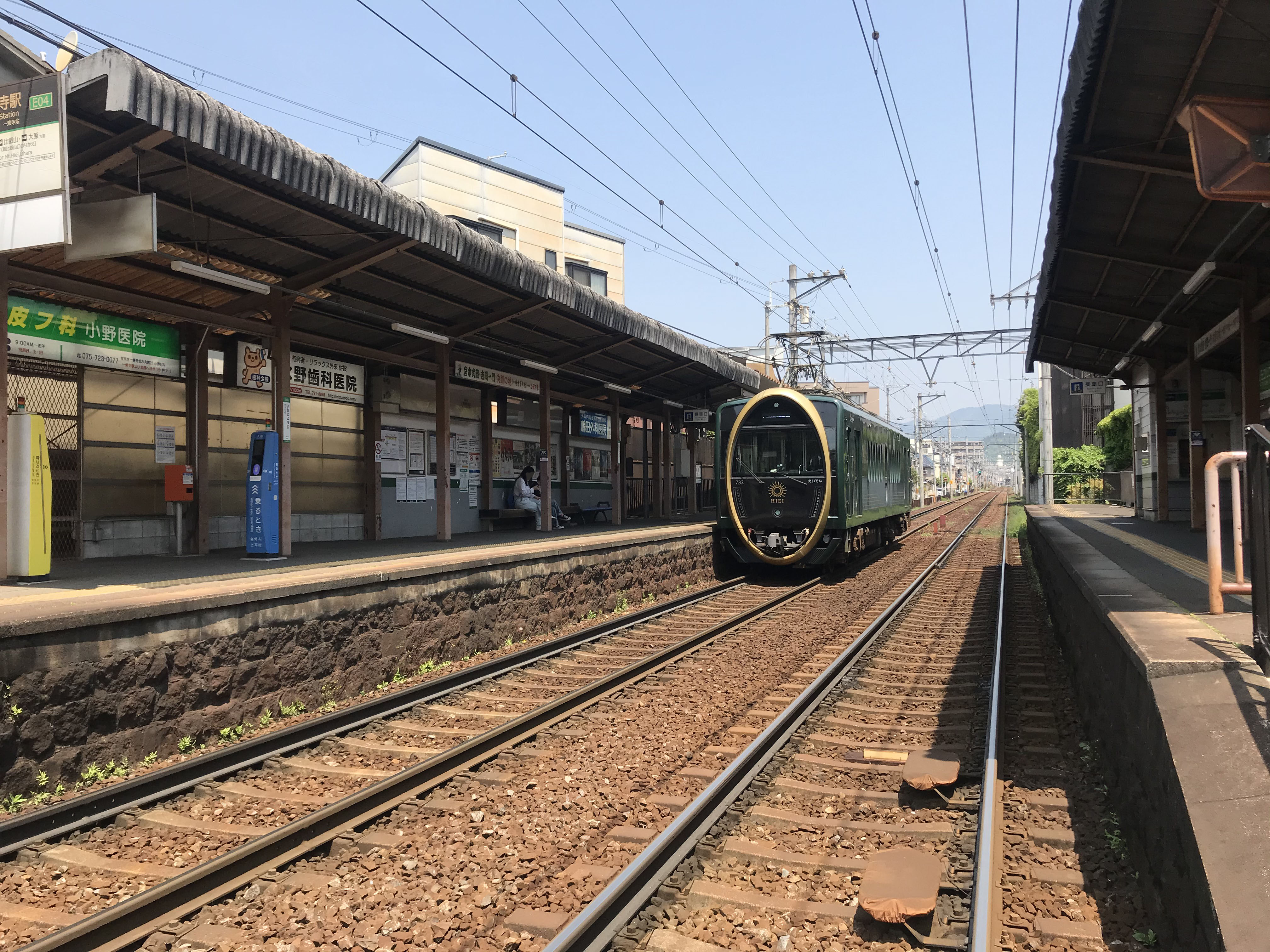
八瀬比叡山口方面ホームから出発する「ひえい」

## 駅周辺
駅は曼殊院道に面し、商店街の中にある。開設当時から商店が並んでいたが、戦後市場が開設され、曼殊院通にバス路線も通じた。1960年代、駅西側は当時都市中心部以外では珍しかった映画館やパチンコ店などを有する商店街、歓楽街として発展した。1980年頃から衰退し映画館も廃業しているが商店街としての様相は残している。京都大学や京都工芸繊維大学などの大学への通学圏内にあることから現在は大学生相手の店も目立ち、とりわけ駅西側を走る東大路通沿いには京都ラーメン専門店が軒を連ね「ラーメンストリート」や「ラーメン街道」、「ラーメン銀座」と呼ばれる。付近には詩仙堂や一乗寺下り松などの観光名所も多い。
- 一乗寺下り松 - 宮本武蔵と吉岡一門の「一乗寺下り松の決闘」の場として有名。
- 詩仙堂 - 案内放送あり。
- 狸谷山不動院 - 案内放送あり。
- 一乗寺ラーメン街道 - 案内放送あり。
  - ラーメン二郎京都店 - 駅前に出店。
- 恵文社一乗寺店 - 美術書などで有名な書店。
- 京都工芸繊維大学（通常はバス利用。鉄道では松ヶ崎駅が一番近い）
- 京都市立修学院中学校
- 京都市立修学院第二小学校
- スギ薬局一乗寺店
- 将軍山城

## バス路線
駅には乗り入れないが、近隣には京都市営バスの停留所がある。詳細は下記を参照。
- 「一乗寺下り松町」停留所 - 白川通沿い。5・北8号系統。
- 「一乗寺高槻町」停留所 - 東大路通沿い。31号系統。

## その他
- 区間制度となっている叡電の普通運賃であるが、商店街利用者を考慮して当駅 - 三宅八幡駅を1区としていた時期もあった。

## 隣の駅
叡山電鉄
■叡山本線
茶山・京都芸術大学駅 (E03) - 一乗寺駅 (E04) - 修学院駅 (E05)
- 括弧内は駅番号を示す。